# Синдесмос
Всеми́рное бра́тство правосла́вной молодёжи «Си́ндесмос» (греч. Σύνδεσμος — «соединение, союз», англ. the World Fellowship of Orthodox Youth SYNDESMOS, греч. Συνδέσμου Παγκόσμιας Ενώσεως Ορθόδοξης Νεολαίας) — международная православная церковно-общественная организация. Основана в 1952 году во Франции.

## История
В 1947 году, участники Второй Всемирной конференции студентов-христиан в Осло от православных церквей обсудили возможности создания сети молодёжных организаций. Георгий Ходр писал тогда, что «целью будущего молодёжного всеправославного движения должна стать борьба с провинциализмом, различиями между Поместными Церквами, ересью филетизма…»
В 1948 году во время I генеральной ассамблеи Всемирного совета церквей те же лица приняли решение обратиться к ВСЦ за поддержкой в создании «всеправославной» молодёжной организации. Иерей Александр Шмеман был избран вице-президентом молодёжного комитета ВСЦ, а миряне Георгий Ходр и Николаос Ниссиотис — членами комитета. В сентябре того же года они добились того, что ВСЦ профинансировало созыв Международной православной конференции. Для обсуждения были предложены три темы: 1) православное богословие, 2) экуменическое движение, 3) работа с молодёжью. Подготовительная встреча прошла в январе 1949 году в Экуменическом институте в Боссэ в Швейцарии.
В сентябре 1952 году в Севре (Франция) по инициативе Павла Евдокимова организована Конференция православной молодёжи в Западной Европе. Создается организационный комитет в составе: Павел Евдокимов, Лев Зандер, иерей Александр Шмеман, Николаос Ниссиотис, Кирилл Ельчанинов, священник Владимир Родзянко и др. Название «Синдесмос» предложил Николаос Ниссиотис.
В апреле 1953 года в Севре состоялась Первая Генеральная ассамблея «Синдесмоса», собравшая 50 участников от четырёх молодёжных организации. Первым президентом Синдесмоса стал Павел Евдокимов, секретарями — Иван Мейендорф и Марко Маркович. На той ассамблее было предложено отмечать Всемирный день православной молодёжи.
В декабре 1954 года на собрании в Бьевре под Парижем президентом избран Иван Мейендорф (он оставался это должности до 1964 года), секретарём — Марко Маркович.
На Генеральной ассамблее в Пункахарью (Финляндия), проходившей с 30 июля по 3 августа 1964 год впервые присутствовали в качестве наблюдателей представители Русской Православной Церкви: протоиерей Евгений Амбарцумов, игумен Александр (Лехно) и референт ОВЦС Григорий Скобей. Тогда же в «Синдесмос» стали принимать и богословские учебные заведения.
В июле 1971 года на генеральной ассамблее в Бостоне (США) по инициативе митрополита Никодима (Ротова) членами «Синдесмоса» стали Ленинградская и Московская Духовная Академии, а также Ленинградская, Московская и Одесская духовные семинарии.
В 1991 году в коптском монастыре святого Бишоя в Египте с 20 по 26 мая проходила консультация Синдесмоса по сотрудничеству между православными и нехалкидонскими молодёжными движениями, которая подтвердила ключевую роль антихалкидонитов в Синдесмосе.
В июне 1992 году состоялась четырнадцатая ассамблея «Синдесмоса», прошедшая в России. В работе ассамблеи участвовали: Всецерковное православное молодёжное движение (ВПМД), представители МДАиС, Минской, Одесской, Ставропольской, Тобольской духовных семинарий, Свято-Филаретовского православно-христианского института, а также Отдела религиозного образования и катехизации и ОВЦС. Там президентом «Синдесмоса» избран священник Хейкки Хуттунен.
В сентябре 1995 года во время Генеральной ассамблеи, прошедшей в Киккском монастыре на Кипре от Русской Православной Церкви участвовали: от ВПМД — протоиерей Всеволод Чаплин и иеромонах Геннадий (Гоголев), иеромонах Александр (Фёдоров) и диакон Владимир Василик, от Свято-Тихоновского Богословского института — ректор протоиерей Владимир Воробьёв и протоиерей Аркадий Шатов, от Братства святителя Тихона — Сергей Чапнин, а также представители Свято-Филаретовского православно-христианского института. Протоиерей Димитрий Смирнов участвовал в работе летнего лагеря Синдесмоса в Супрасле, Польша, в 1999 году.
С 1 декабря 1999 года начало свою деятельность Восточно-европейское отделение «Синдесмоса», штаб-квартира которого находится в МДА.
В 2000 году Синдесмос стал лауреатом премии Фонда единства православных народов.

## Современное состояние
В настоящее время в движении принимают участие 126 организаций и учебных заведений из 42 стран. Основными мероприятиями, проводимыми организацией, являются международные семинары, лагеря и летние школы.
Генеральный секретариат братства находится в Париже, возглавляет его священник Христофор Д’Алоизио.
В последние годы его критикуют за политизированность, снижение активности за пределами Западной Европы и рост среднего возраста участников. Также отмечалось, что организация состоит на содержании у глобалистских организаций: Всемирного совета церквей, Еврокомиссии, Молодёжного фонда Совета Европы, поступления от которых составляют 78 % бюджета Синдесмоса

## Генеральные ассамблеи
- 1-я — с 7 по 12 апреля 1953, Севр, Франция
- 2-я — с 18 по 21 декабря 1954, Бьевр, Франция
- 3-я — 1956, Кифисья, Греция
- 4-я — 1958, Салоники, Греция
- 5-я — с 29 августа по 4 сентября 1961, Бейрут, Ливан
- 6-я — с 30 июля по 3 августа 1964, Пункахарью, Финляндия
- 7-я — с 20 по 26 июля 1968, Ретвик, Швеция
- 8-я — с 18 по 24 июля 1971, Бостон, США
- 9-я — с 19 по 25 июля 1977, Православный центр Константинопольского Патриархата в Шамбези, Швейцария
- 10-я — с 6 по 10 августа 1980, Ново-Валаамский монастырь, Финляндия.
- 11-я — с 14 по 19 августа 1983, Крит, Греция
- 12-я — с 17 по 24 августа 1986, Effingham, England
- 13-я — с 26 по 29 июня 1989, Богословская школа Святого Креста, Бруклайн, США
- 14-я — с 1 по 8 июня 1992, Москва, Россия
- 15-я — с 20 по 28 сентября 1995, Киккский монастырь, Кипр
- 16-я — с 17 по 25 июля 1999, Ново-Валаамский монастырь, Финляндия
- 17-я — с 14 по 21 июля 2003, Монастырь Святого Власия, Дуррес, Албания
- 18-я — с 30 января по 4 февраля 2009, Афины, Греция
- 19-я — с 7 по 12 августа 2014, Нямц, Румыния
- 20-я — с 24 по 28 октября 2019, Бруммана[англ.], Ливан